# HD198639
HD198639 — хімічно пекулярна зоря спектрального класу A4, що має видиму зоряну величину в смузі V приблизно  5,0.
Вона  розташована на відстані близько 137,8 світлових років від Сонця.

## Фізичні характеристики
Зоря HD198639 обертається 
досить швидко 
навколо своєї осі. Проєкція її екваторіальної швидкості на промінь зору становить  Vsin(i)= 73км/сек.